# Xiphonotus sicardi
Xiphonotus sicardi är en skalbaggsart som beskrevs av Desbordes 1922. Xiphonotus sicardi ingår i släktet Xiphonotus och familjen stumpbaggar. Inga underarter finns listade i Catalogue of Life.